# Epitrix cucumeris
Epitrix cucumeris är en skalbaggsart som först beskrevs av Harris 1851.  Epitrix cucumeris ingår i släktet Epitrix och familjen bladbaggar. Inga underarter finns listade i Catalogue of Life.